# Растяпин, Иван Михайлович
Иван Михайлович Растяпин (29 июня 1912 года — 21 октября 1997 года) — участник Великой Отечественной войны, старший сержант, командир отделения управления эскадрона 12-го гвардейского кавалерийского полка 3-й гвардейской кавалерийской дивизии 2-го гвардейского кавалерийского корпуса 1-го Белорусского фронта. Один из полных кавалеров ордена Славы, награждённых в годы войны четырьмя орденами Славы.

## Биография
Родился 29 июня 1912 года в селе Натальевка (ныне — Новорусановского сельсовета, Жердевский район, Тамбовская область, Россия) в семье крестьянина. Русский.
В 1927 году окончил 5 классов.
Работал председателем колхоза, с перерывом на срочную военную службу В РККА (1934—1936).
На фронте в Великую Отечественную войну с декабря 1941 года. Воевал на Западном фронте участвовал в обороне Москвы, в боях был дважды ранен. Член КПСС с 1942.
В период наступательных боев летом-осенью 1943 года всегда первым поднимался в атаку, увлекая за собой бойцов. В бою за деревню Трубечино (Орловская область) первым ворвался в деревню, забросал гранатами дзот, уничтожив двух связистов. В бою на правом берегу реки Днепр у деревни Ченец первым достиг вражеских траншей, гранатами уничтожил 10 гитлеровцев, но и сам был ранен. Был представлен к награждению орденом Красной Звезды.
Приказом по 3-й гвардейской кавалерийской дивизии № 27/н от 16.11.1943 года награждён орденом Славы 3-й степени.
10—14 ноября 1943 года сабельник эскадрона 12-го гв. кав. полка (3-я гв. кав. див., 2-й гв. кав. корпус, Белорусский фронт) гв. рядовой Растяпин в боях за нас. пункты Городок и Боршавка (62 км сев. г. Витебск, Белоруссия) огнём из автомата и гранатами уничтожил большое кол-во гитлеровцев.
Приказом по 3-гвардейской кавалерийской дивизии № 28/н от 05.12.1943 года награждён вторым орденом Славы 3-й степени.
26 января 1945 года командир сабельного отделения эскадрона гв. сержант Растяпин в том же боев. составе (1-й Белорус. фронт) в бою за нас. пункт Осильск (5 км сев. г. Бромберг, Германия, ныне г. Быдгощ, Польша) ворвался с отделением в нас. пункт и завязал уличные бои с противником. 1—4 февраля 1945 года при овладении нас. пунктом Фледерборн (7 км южнее г. Огонек, Польша) отделение уничтожило свыше 20 вражеских солдат и 11 взяло в плен. В бою заменил выбывшего из строя командира взвода и продолжал преследовать отступающего противника.
Приказом по 1-му Белорусскому фронту № 498/н от 12.03.1945 года награждён орденом Славы 2-й степени.
22 апреля 1945 года при форсировании р. Шпрее (юго-вост. г. Шторков, Германия) ком-р отделения управления эскадрона Растяпин первым достиг правого берега реки и оттуда направлял лодки для переправы эскадрона. Из станк. пулемета уничтожил более 10 гитлеровцев. В уличных боях в г. Шторков, действуя в боевых порядках эскадрона, был ранен, но с поля боя не ушел.
Указом Президиума Верховного Совета СССР от 15.05.1946 года награждён орденом Славы 1-й степени.
В ноябре 1945 года демобилизован. Жил в с. Натальевка. Работал в колхозе. Затем жил в Никифоровском районе Тамбовской области . Старший сержант в отставке.
Умер 21 октября 1997 года. Похоронен в Дмитриевке, Никифоровский район Тамбовской области.

## Награды
- орден Отечественной войны 1-й степени (11.03.1985)
- орден Красной Звезды (23.06.1944)
- орден Славы 1-й степени (15.05.1946)
- орден Славы 2-й степени (12.03.1945)
- Два ордена Славы 3-й степени (16.11.1943 и 05.12.1943)
- Медали СССР.